# Синаптогенез
Синаптогенез — процесс формирования синапсов между нейронами в нервной системе. Синаптогенез происходит на протяжении всей жизни здорового человека, а бурное формирование синапсов наблюдается на ранних стадиях развития головного мозга. Синаптогенез особенно важен в ходе критического периода развития особи (в биологии развития, такого периода, когда нервная система особенно чувствительна к экзогенным стимулам), когда имеет место интенсивное протекание синаптического прунинга ввиду конкуренции нейронов и их синапсов за нейрональные факторы роста. Синапсы, которые не участвуют или участвуют слабо в обработке информации, как и неиспользуемые или малоиспользуемые отростки нейронов, не получат должного развития и будут отсеяны в дальнейшем.

## Формирование нервно-мышечных синапсов

### Функция
Нервно-мышечное соединение (НМС) из всех типов синапсов наиболее хорошо изучено, оно представляет собой простую и доступную структуру для манипулирования и наблюдения. Этот синапс сам по себе состоит из трех клеток: мотонейрона, миоцита, и шванновской клетки (нейролеммоцита). В нормально функционирующем синапсе сигнал от мотонейрона вызывает деполяризацию мембраны миоцита, что происходит с помощью нейротрансмиттера ацетилхолина. Ацетилхолин высвобождается аксоном мотонейрона в синаптическую щель, где он достигает холинэргических рецепторов на сарколемме, мембране миоцита. Связывание ацетилхолина с рецепторами приводит к открытию ионных каналов, деполяризации мембраны и последующему каскаду химических реакций, результатом чего будет сокращение мышцы. Снаружи синапс инкапсулирует и изолирует миелиновая оболочка шванновской клетки.
Ещё одним важным элементом центральной и периферической нервной системы являются астроциты. Хотя первоначально и полагалось, что их функция лишь структурная, сейчас известно, что они играют важную роль в функциональной пластичности синапсов.

### Происхождение и судьба клеток
В ходе развития каждый из трех типов вышеупомянутых клеток возникает из разных регионов развивающегося эмбриона. Отдельные миобласты развиваются из мезодермы и объединяются, формируя полиэнергидное (многоядерное) мышечное волокно. Во время или вскоре после образования волокна, мотонейроны нервной трубки начинают формировать первые контакты с ним. Шванновские клетки возникают из нервного гребня и направляются вместе с аксонами к месту назначения. По достижении мышечного волокна, они образуют свободное, немиелинизированное покрытие иннервирующих мышцы аксонов. Движение аксонов (а т. о. и клеток Шванна) управляется конусом роста, нитевидной проекцией аксона, которая активно ориентируется на нейротрофины, высвобождаемые мышечным волокном.
Исследование паттернов образования и распределения нервно-мышечных синапсов показывает, что существенная часть соединений локализуется в средней точке мышечного волокна. Хотя может показаться, что аксоны изначально нацеливаются на этот локус, несколько факторов говорят об обратном. По-видимому, после первоначального контакта с аксоном, молодое волокно продолжает расти симметрично от точки иннервации. В сочетании с тем фактом, что высокая плотность холинэргических рецепторов является результатом контакта с аксоном, а не его причиной, паттерны формирования мышечных волокон можно связать как с индивидуальным миопатическим ростом, так и с иннервацией волокна аксонами.
Трансдукция сигнала по первичному контакту между мотонейроном и мышечным волокном начинается почти сразу, но передаваемый импульс очень слабый. Существуют свидетельства того, что Шванновские клетки, с помощью небольших сигнальных молекул, могут усиливать импульсы путем увеличения интенсивности спонтанного высвобождения нейромедиаторов. Примерно через неделю мотонейрон и мышечное волокно проходят процесс дифференцировки, чем завершается формирование полностью функционального синапса. Иннервация изначальным аксоном имеет решающие значение, поскольку последующие за ним аксоны имеют высокую склонность к формированию контактов с уже устоявшимся, стабилизированным синапсом.

### Послесинаптическая дифференцировка
Наиболее заметное изменение в мышечном волокне, возникающее после контакта с мотонейроном, — это повышенная концентрация холинэргических рецепторов на плазмалемме в месте контакта нейрона и миоцита. Это увеличение числа рецепторов обеспечивает более эффективную передачу синаптических сигналов, что в свою очередь ведет к формированию более развитого синапса. Плотность рецепторов составляет >10,000/мкм2 в центре и приблизительно 10/мкм2 на периферии. Такая высокая концентрация холинэргических рецепторов в синапсе достигается посредством их кластеризации, повышенной регуляции экспрессии соответствующих генов в ядрах постсинаптических клеток и пониженной регуляции экспрессии этих генов в ядрах пресинаптических клеток.
Сигналами, которые инициируют послесинаптическую дифференциацию, могут быть нейротрансмиттеры, высвобождаемые непосредственно из аксона на мышечное волокно, или они могут возникать сторонним образом, попадая в синаптическую щель извне.

#### Кластеризация
Кластеризация на постсинаптической мембране происходит во многом благодаря протеогликану Агрину (Agrin), который экскретируется аксоном мотонейрона и способствует мультимеризации рецепторов. Агрин связывается с рецепторной мышечно-специфичной киназой (MuSK) на постсинаптической мембране, а это в свою очередь приводит к последующей активации цитоплазматического белка Рапсина (Rapsyn). Именно рапсин содержит домены, позволяющие ему кластеризовать на мембране множество холинэргических рецепторов: мышечные клетки мутантных на этот белок мышей не были способны формировать кластеры холинэргических рецепторов.

#### Синапс-специфическая транскрипция
Повышенная концентрация холинэргических рецепторов достигается не только за счет манипуляций с уже существующими синаптическими компонентами. Аксон путём сигналинга способен на уровне транскрипции осуществлять регуляцию экспрессии генов в ядре мышечной клетки. Всё это также происходит для того, чтобы повысить интенсивность локальной кластеризации рецепторов на мембране. В частности, в сигналинге задействованы две молекулы: белок семейства кальцитонинов (Calcitonin gene-related peptide) и представитель семейства белков-нейрегулинов (названных так за свою роль в регуляции нейрональных молекулярных процессов). Эти два белка вызывают каскад химических реакций с участием различных киназ, что в конечном итоге ведет к активации транскрипции генов холинэргических рецепторов.

#### Внесинаптическая репрессия
Новообразованные синапсы способны генерировать электрические сигналы, таким образом воздействующие на окружающие внесинаптические клетки, что те существенно сокращают экспрессию генов холинэргических рецепторов. Точность импульса, посылаемого аксоном на пост-синаптическую мембрану, достигается именно за счет одновременного снижения концентрации рецепторов вне синапса, и повышения их количества внутри него. Поскольку синапс начинает получать входную информацию почти сразу после образования нервно-мышечного соединения, аксон быстро генерирует потенциал действия и высвобождает ацетилхолин. Деполяризация, вызванная связыванием ацетилхолина с его рецепторами, инициирует сокращение мышцы, и, одновременно с этим, ингибирование транскрипции рецепторных генов в клетках мышечного волокна вокруг синапса. Следует заметить, что эффект действует на расстоянии, а рецепторы, сидящие непосредственно на постсинаптической мембране, репрессии не подвергаются.

### Досинаптическая дифференциация
Хотя механизмы, регулирующие досинаптическую дифференциацию, неизвестны, изменения, происходящие в развивающейся аксональной терминали, охарактеризованы достаточно хорошо. Увеличивается объём и площадь синаптического контакта, объём везикул, концентрация везикул в активной зоне синапса, а также поляризация пресинаптической мембраны. Эти изменения, как считается, опосредованы нейротрофином и различными молекулами клеточной адгезии, высвобождающимися миоцитом; это подчеркивает важность связи между мотонейроном и мышечным волокном в процессе синаптогенеза. Считается, что именно изменение экспрессии генов и перераспределение составляющих компонентов синапса — ключевые моменты до- и послесинаптической дифференциации. В пользу этого также свидетельствует усиление экспрессии генов везикулярных белков вскоре после формирования синапса, а также их аклокализация в аксональной терминали.

### Созревание синапса
Незрелые синапсы обнаруживают множественную иннервацию ввиду высокой склонности новых аксонов связываться с уже существующими синапсами. По мере созревания, синапсы обособляются и, в конечном счете, на входе остается только один аксон; это происходит в процессе, называемом элиминация синапса. Кроме того, путём инвагинации постсинаптическая сторона увеличивает площадь принимающей нейротрансмиттеры поверхности. На ранних этапах онтогенеза, шванновские клетки формируют рыхлую, немиелинизирующую оболочку, покрывающую группу синапсов, однако по мере роста и развития, пределы компетенции отдельно взятого нейролеммоцита сужаются до одного синапса.

#### Элиминация синапса
Элиминация синапса, как один из механизмов синаптического прунинга, предполагает под собой процесс, напрямую зависящий от активности конкурирующих между собой аксонов. В случае конкретно взятого синапса, если частота импульсов на входе достаточна для создания потенциала действия, то это будет провоцировать экспрессию генов белков-синаптотрофинов в ядре пост-синаптического миоцита, и эти белки будут поддерживать данный синапс. Возникает механизм положительной обратной связи, недоступный менее востребованным синапсам, вследствие этого обреченным на элиминацию. Также было высказано предположение, что в дополнение к синаптотропинам, высвобождаемым в активных синапсах, деполяризация их постсинаптической мембраны вызывает высвобождение синаптотоксинов, ингибирующих аксоны в неактивных синапсах.

### Специфика формирования синапсов
Примечательным аспектом синаптогенеза является тот факт, что мотонейроны способны различать быстрые и медленные мышечные волокна; быстрые мышечные волокна иннервируются «быстрыми» мотонейронами, а мышечные волокна с медленным сокращением иннервируются «медленными» мотонейронами. Существуют два гипотетических пути, согласно которым аксоны мотонейронов достигают этой специфичности; эти пути отличаются между собой в ключевом моменте — степени избирательности, в которой аксон и иннервируемое им мышечное волокно взаимодействуют друг с другом, степени обработки аксоном входных данных от миоцита. Первая гипотеза предполагает, что аксоны выбирают «быстрый» или «медленный» путь в зависимости от сигнальных веществ, различных у быстрых и медленных мышечных волокон. Кроме того, селективность наблюдается ещё на ранних стадиях, когда аксоны ориентируются по отношению к мышечным волокнам так, чтобы конкретный аксон иннервировал конкретную мышечную клетку. Вторая гипотеза заключается в том, что движение аксона и его связь с конкретным миоцитом обеспечиваются внеклеточным матриксом, омывающим аксон, то есть не конечная цель аксона, но окружающая среда определяет его судьбу. Наконец, может быть и такое, что формирование нервно-мышечного соединения не предопределено заранее, а мышечные волокна приобретают свои быстрые или медленные характеристики уже после, в зависимости от характеристик иннервирующего аксона. Если так, то «быстрые» мотонейроны способны трансформировать всякое мышечное волокно в быстро-сокращающееся. Существует множество свидетельств в пользу всех описанных возможностей, что заставляет склоняться к мысли об их комбинации в процессе формирования синапса.

## Формирование синапсов в ЦНС
Данные, полученные в исследованиях нервно-мышечных синапсов, можно попытаться экстраполировать на процессы синаптогенеза в ЦНС, даже несмотря на то, что исследования последних имеют намного более поздний характер. Эти два типа соединений имеют много общего. Оба типа синапса имеют консервативное базовое строение: пре-синаптическая нервная терминаль, синаптическая щель и принимающая постсинаптическая клетка. Оба типа синапса содержат высокую концентрацию везикул в активном центре, кластеры рецепторов на принимающей мембране, и, наконец, оба они изолированы специальными глиальными клетками. Процессы, происходящие в них, также достаточно консервативны. Это и кластеризация рецепторов, и локализованное повышение интенсивности синтеза белка в активных центрах, и синаптический прунинг путем элиминации малоактивных синапсов.
Несмотря на вышеобозначенные сходства, существует принципиальная разница между этими двумя соединениями. Поскольку постсинаптической клеткой уже не выступает миоцит, в корне отличаются действующие рецепторы и их нейротрансмиттеры. Что ещё более важно, нейроны в пределах ЦНС иннервированы многими другими нейронами одновременно, и должны уметь интегрировать и обрабатывать большое количество информации на входе, когда как мышечные волокна иннервируются одним нейроном и сокращаются в ответ на одиночный импульс. В сочетании с пластичностью, характерной для нейронных связей, нейронная сеть в ЦНС имеет огромный потенциал для усложнения.

### Факторы, регулирующие синаптогенез в ЦНС

#### Сигналинг
Гомологом ацетилхолина и его рецепторов в ЦНС является глутамат и N-метил-D-аспартат-рецепторы (NMDA). Было показано, что активация NMDA-рецепторов инициирует каскад химических реакций, ведущих к формированию и стабилизации синапса. Повышенный уровень активности NMDA-рецепторов во время развития синапса позволяет увеличить приток кальция, который выступает в качестве вторичного сигнала. Помимо этого, факторами транскрипции активируются гены первичного ответа (ГПО), играющие важную роль в таких процессах, как, например, долговременная потенциация. Функция рецепторов NMDA также связана с эстрогеновыми рецепторами в гиппокампе. Эксперименты, проведенные с эстрадиолом, показывают, что воздействие эстрогена значительно увеличивает плотность синапсов и концентрацию белка.
Передача нервного импульса во время синаптогенеза зависит не только от активности отдельно взятого синапса, но и от окружающей этот синапс среды. Например, нейротрофический фактор головного мозга (BDNF) — продуцируется головным мозгом и регулирует несколько функций в развивающемся синапсе, включая усиление высвобождения нейротрансмиттеров, повышение концентрации везикул и биосинтез холестерина.
Холестерин является важной структурной составляющей липидного бислоя, выступающим как место действия самых разных сигнальных взаимодействий. Мутантные на наличие BDNF организмы обнаруживают значительные дефекты в росте нейронов и формировании синапсов. Помимо нейротрофинов, важную роль в процессе синаптогенеза играют также молекулы клеточной адгезии. Во многом синаптогенез зависит от корректного локального связывания одной адгезионной молекулы с другой. Показано, что дефекты в генах, кодирующих белки-нейролигины, одни из важнейших молекул клеточной адгезии, играющие роль в процессе стабилизации синапса, связаны с некоторыми случаями аутизма и умственной отсталости. Наконец, многие из этих сигнальных процессов могут регулироваться с помощью матриксных металлопротеиназ (ММП).

#### Морфология
Высокодинамичными сайтами, принимающими одновременно несколько входящих импульсов, являются дендритные шипики.
Этот морфологический динамизм обусловлен специфической регуляцией актинового цитоскелета, что, в свою очередь, позволяет регулировать образование синапсов. Морфологически, дендритные шипики можно разделить на три основных вида: филоподии, тонкие шипики и грибовидные шипики. Филоподии инициируют контакт с аксонами других нейронов. Филоподии новообразованных нейронов имеют тенденцию к образованию контактов с аксонами, иннервирующими множество синапсов, когда как филоподии более старых нейронов связываются преимущественно с аксонами, иннервирующими одиночный синапс. Благодаря высокой динамичности, одни типы шипиков способны переходить в другие, например, филоподии легко трансформируются в грибоподобные шипики, которые являются первичными сайтами глутаматных рецепторов.

## Экологическое обогащение
Экологическое обогащение — термин, обозначающий стимуляцию развивающегося мозга физическим и социальным окружением. Экологическое обогащение приводит к тому, что эффективность процессов синаптогенеза существенно увеличивается. Так, выращенные в среде с таким эффектом крысы показывают увеличение количества синапсов на 25 % в сравнении с контролем. Этот эффект наблюдается независимо от того, возникает ли стимулирующая среда сразу после рождения, вскоре после отлучения, или во время взросления. Не только для пирамидальных, но и для звездчатых нейронов экологическое обогащение вызывает всплеск синаптогенеза.

## Роль белкового семейства Wnt
В белковом семействе Wnt существует несколько эмбриональных морфогенов (веществ, определяющих морфогенез тканей), которые способствуют раннему формированию структур развивающегося эмбриона. Недавно появившиеся данные показывают вклад морфогенов этого семейства в синаптогенез и пластичность, причем семейство вносит вклад в синаптогенез как синапсов ЦНС, так и нервно-мышечных синапсов.

### Центральная нервная система
В синапсах мозжечка Wnt-семейство индуцирует созревание пре- и постсинаптических окончаний. Эта область мозга содержит три основных типа нейронов: клетки Пуркинье, гранулярные клетки и клетки мшистых волокон. У клеток Пуркинье Wnt-3 стимулирует рост как дендритов, так и аксонов. Гранулярные клетки экспрессируют Wnt-7а, который индуцирует рост и ветвление аксонов в клетках мшистых волокон. Ретроградная секреция Wnt-7a, направленная на мшистые волокна, вызывает увеличение конуса роста аксонов путем увеличения числа микротрубочек. Кроме того, ретроградный Wnt-7a-сигналинг вызывает накопление синаптических пузырьков и пресинаптических белков в активной зоне синапса. Внт-5А выполняет аналогичную функцию у постсинаптических гранулярных клеток; Wnt-5-сигналинг стимулирует сборку рецепторов на мембране, а также кластеризацию на мембране каркасного белка PSD-95.
В гиппокампе белки семейства Wnt, в сочетании с электрической активностью клеток, также способствует формированию синапсов. Wnt7b экспрессируется в созревающих дендритах, помимо этого, в формирующихся синапсах возрастает экспрессия рецепторов семейства Frizzled (Fz), специфических для Wnt-белков. Глутаматные NMDA-рецепторы активируются в ответ на экспрессию белков Wnt-2-типа. Долговременная потенциация вследствие активации NMDA-рецепторов и последующая Wnt-экспрессия ведет к кластеризации рецепторов Fz-5 типа на мембране пост-синаптических клеток. Кроме того, Wnt-7a и Wnt-2 типы сигналинга после опосредованной таким образом долговременной потенциации увеличивают интенсивность процесса ветвления дендритов, а также регулируют синаптическую пластичность. Блокирование экспрессии белков Wnt-семейства закономерно приводит к ингибированию этих процессов.

### Нервно-мышечный синапс
Подобные механизмы, опосредованные Wnt-семейством в ЦНС, хорошо прослеживаются и в нервно-мышечных соединениях. У Дрозофил мутации Wnt-5-рецептора в нервно-мышечных синапсах приводят к снижению количества и плотности активных центров. Основным нейротрансмиттером в этой системе является глутамат. Белки Wnt-семейства необходимы для правильной локализации глутаматергических рецепторов на постсинаптической мембране миоцитов. Мутации в белках этого семейства приводят к снижению интенсивности волны деполяризации после передачи импульса с аксона на мышечное волокно.
У позвоночных в нервно-мышечных синапсах экспрессия белка Wnt-11r способствует кластеризации холинэргических рецепторов на постсинаптической мембране мышечных клеток. Белок Wnt-3 экспрессируется мышечными волокнами и секретируется ретроградно на моторные нейроны. В моторных нейронах, Wnt-3 работает в паре с Агрином для стимуляции расширения конуса роста, ветвления аксональных терминалей и кластеризации синаптических пузырьков.